# Istmo de Tehuantepec
El istmo de Tehuantepec es una región geográfica localizada entre los estados de Oaxaca y Veracruz en el Sureste de México. Se trata de la zona más angosta entre los dos océanos (océano Pacífico y océano Atlántico, en su sección del golfo de México) que posee dicho país. Mide 200 km de ancho (192 km sin la laguna Superior en el sur).[cita requerida] Es una zona rica en petróleo, recursos maderables, minería y biodiversidad. También es una de las regiones con mayor presencia indígena del país. Es un mosaico étnico y cultural en donde conviven mestizos, huaves, zapotecos, mixes, tsotsiles y zoques. También existe población de origen africano, asiático y europeo.
Los principales centros de población del istmo de Tehuantepec son Coatzacoalcos, Minatitlán, San Andrés Tuxtla, Jáltipan de Morelos, Las Choapas y Acayucan en Veracruz; y Salina Cruz, Juchitán de Zaragoza, Santo Domingo Tehuantepec, Matías Romero, Unión Hidalgo, San Pedro Tapanatepec y Ciudad Ixtepec en el estado de Oaxaca. La región extiende su influencia geográfica, económica y cultural hacia parte de los municipios de Cárdenas y Huimanguillo en Tabasco, y en los municipios de Cintalapa y Arriaga en Chiapas. La región completa se encuentra en una zona de clima cálido tropical, sin embargo, debido a las elevaciones de la Sierra Atravesada (2250 m s. n. m.) y las montañas de Los Chimalapas, se presenta un marcado contraste climático. Las partes altas por encima de los 1000 m s. n. m., presentan un clima tropical de altitud y debido al efecto de Sombra orográfica, la vertiente del Golfo de México es notablemente más húmeda que la vertiente del Pacífico.
Para los países hispanoparlantes, el istmo de Tehuantepec, separa geográficamente América del Norte de América Central. Aunque también existen otros criterios para esta división que consideran límites más al sudeste. El criterio político utiliza el límite internacional entre México y Guatemala y Belice y el geológico, la falla de Motagua en Guatemala donde se tocan las placas tectónicas norteamericana y Caribe.

## Geografía física
Véase también: Canal de Panamá

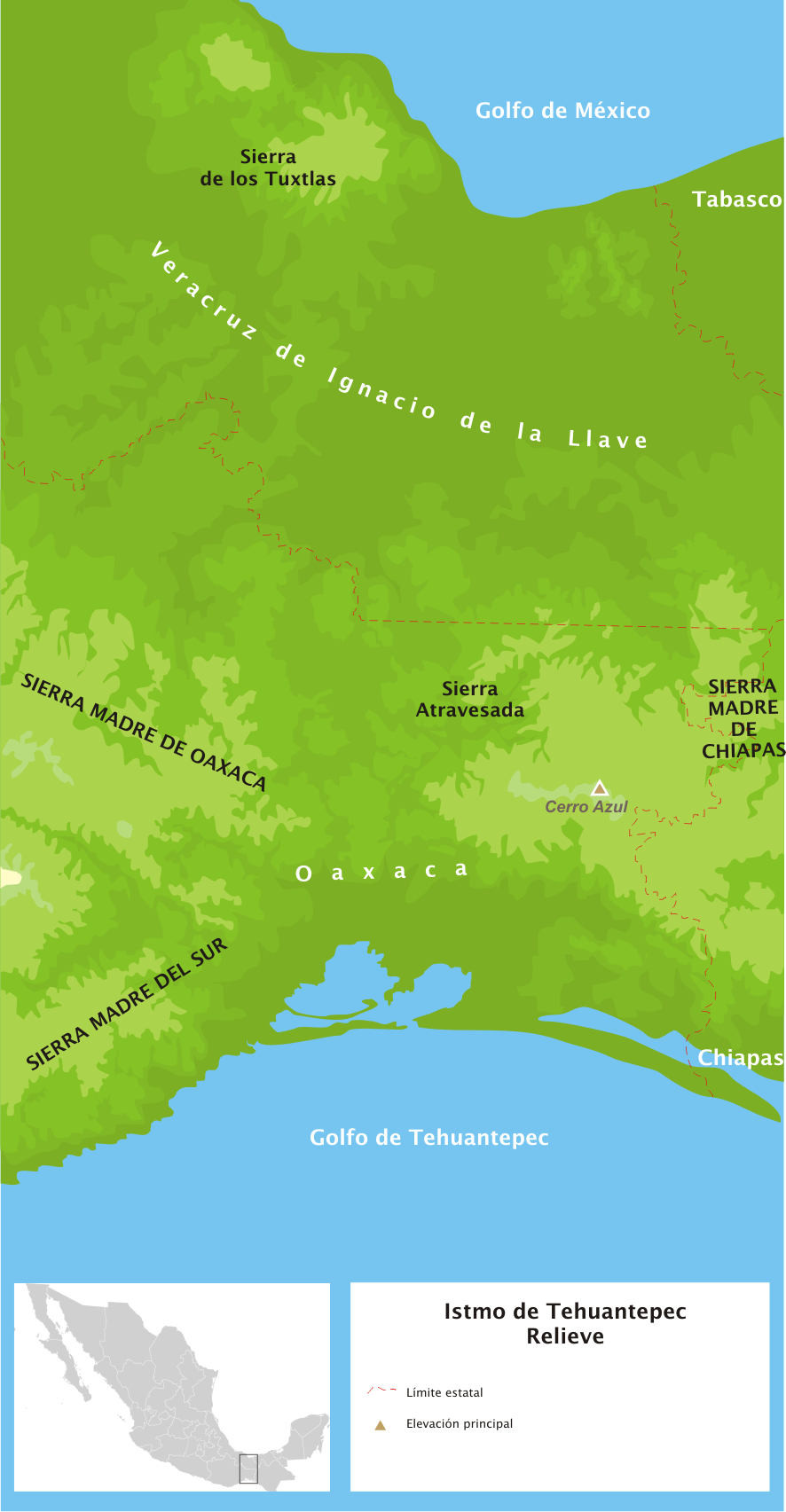
Relieve del istmo de Tehuantepec.

El istmo de Tehuantepec es una región de México en donde los océanos Atlántico y Pacífico se localizan a una menor distancia, por esta razón es la frontera geográfica entre Norteamérica y Centroamérica. Aproximadamente corresponde a la región olmeca del estado de Veracruz; y a los distritos de Tehuantepec y Juchitán, que conforman la región del istmo de Tehuantepec en el estado de Oaxaca.
El istmo comprende una parte de México localizada entre los meridianos 94° y 96° Oeste. En su punto más angosto, el istmo alcanza los 200 km de distancia entre el océano Pacífico (o más precisamente, el golfo de Tehuantepec) y el golfo de México; o bien, alcanza los 192 km entre el golfo y la cabecera del lago Superior, que desemboca en el Golfo de Tehuantepec. En Tehuantepec, la sierra Madre del Sur se convierte en un paso de poca altura y plano, apenas ondulado por algunas colinas que se levantan en la llanura.

### Relieve
La parte central del istmo es una zona prácticamente llana, salvo por los lomeríos que flanquean a la Sierra Atravesada, y tienen su punto más alto en el Paso de Chivela, a unos 250 m s. n. m.
Al oriente de los llanos del istmo de Tehuantepec, en territorio chiapaneco, se levantan las Montañas del Norte y la Sierra Madre de Chiapas. Al poniente, dentro del estado de Oaxaca, se localizan la sierra Madre del Sur y la sierra Madre de Oaxaca, conocida también como sierra de Juárez. Hacia el norte, en la costa veracruzana, la sierra de los Tuxtlas rompe la planicie costera meridional del golfo de México.
El lado norte oriental del valle de Tehuantepec está bordeado por las montañas Chimalapas (Sierra Atravesada, Espinazo del Diablo y Tres Picos) y las montañas de Ixtaltepec hacia el oeste. Un cinturón costero, paralelo al océano Pacífico, desciende lentamente. Al oeste de los Chimalapas están las sierras de Tabasco y norte de Chiapas. Hacia el este de Tehuantepec el terreno es plano, con algunas colinas cónicas. Los planos de Juchitán también limitan al este con las montañas Chimalapas. Los cerros del Sol y de la Luna, en la parte de la Sierra Atravesada, corresponden a San Pedro Tapanatepec.

### Geología y tipos de suelos
El istmo de Tehuantepec está repartido entre tres de las quince provincias fisiográficas en que el Instituto Nacional de Estadística, Geografía e Informática de México (Inegi) ha dividido a la República Mexicana.
La parte norte del istmo corresponde a las subprovincias de la Llanura Costera Veracruzana y de los Pantanos Tabasqueños, correspondientes ambas a la provincia de la Llanura Costera del Golfo Sur. Esta zona se caracteriza por poseer suelos profundos, de origen aluvial, debido sobre todo a la presencia de algunos de los ríos más caudalosos de México, como el Coatzacoalcos o el Papaloapan.
Una pequeña fracción, localizada en el punto donde se unen los límites de los estados de Chiapas, Oaxaca, Veracruz y Tabasco corresponde a la subprovincia de la sierra del Norte de Chiapas, de la provincia de las sierras de Chiapas y Guatemala. Esta provincia se extiende hacia Guatemala, y corresponde aproximadamente con la zona que en Chiapas se conoce como Los Altos y la Meseta Comiteca. Se trata de una zona de serranías bajas, que van elevándose a medida que se recorre hacia el oriente.
La mitad sur del istmo señala el comienzo de la provincia fisiográfica de la cordillera Centroamericana. Abarca la zona costera del golfo de Tehuantepec, así como la llanura del istmo. La mitad norte del territorio oaxaqueño correspondiente al istmo de Tehuantepec es ocupada por la subprovincia de sierras del Sur de Chiapas. En otras palabras, es equivalente a la sierra Atravesada. La subprovincia se prolonga hacia el sureste en el territorio chiapaneco. La mitad sur corresponde a una discontinuidad fisiográfica de las Llanuras del Istmo. La provincia de la Cordillera Centroamericana emergió en el sitio de subducción de la placa de Cocos, y se trata de una serranía de rocas graníticas, aunque la llanura istmeña no corresponde con esta descripción.
En general, la superficie del istmo de Tehuantepec es bastante joven en términos de tiempo geológico. Tanto la llanura veracruzana, que penetra hacia el norte de Oaxaca, como la llanura del istmo, son terrenos que emergieron durante el período cuaternario. Una parte importante de los terrenos de este tiempo geológico en el istmo corresponden a la unidad de topoformas llamadas “suelo”. Otra parte, no menos importante, aunque concentrada en la mitad veracruzada del istmo, corresponde a la unidad de rocas ígneas. La región de la sierra Atravesada es una representación del período precámbrico de la historia geológica de la Tierra. Predominan las rocas ígneas extrusivas, aunque hay una importante zona con predominio de rocas metamórficas en la región de Los Chimalapas. Zonas más pequeñas de la región corresponden a la era mesozoica, y se localizan en el sitio donde se unen las provincias fisiográficas Sierra Madre del Sur con la Coordillera Centroamericana.

### Hidrografía

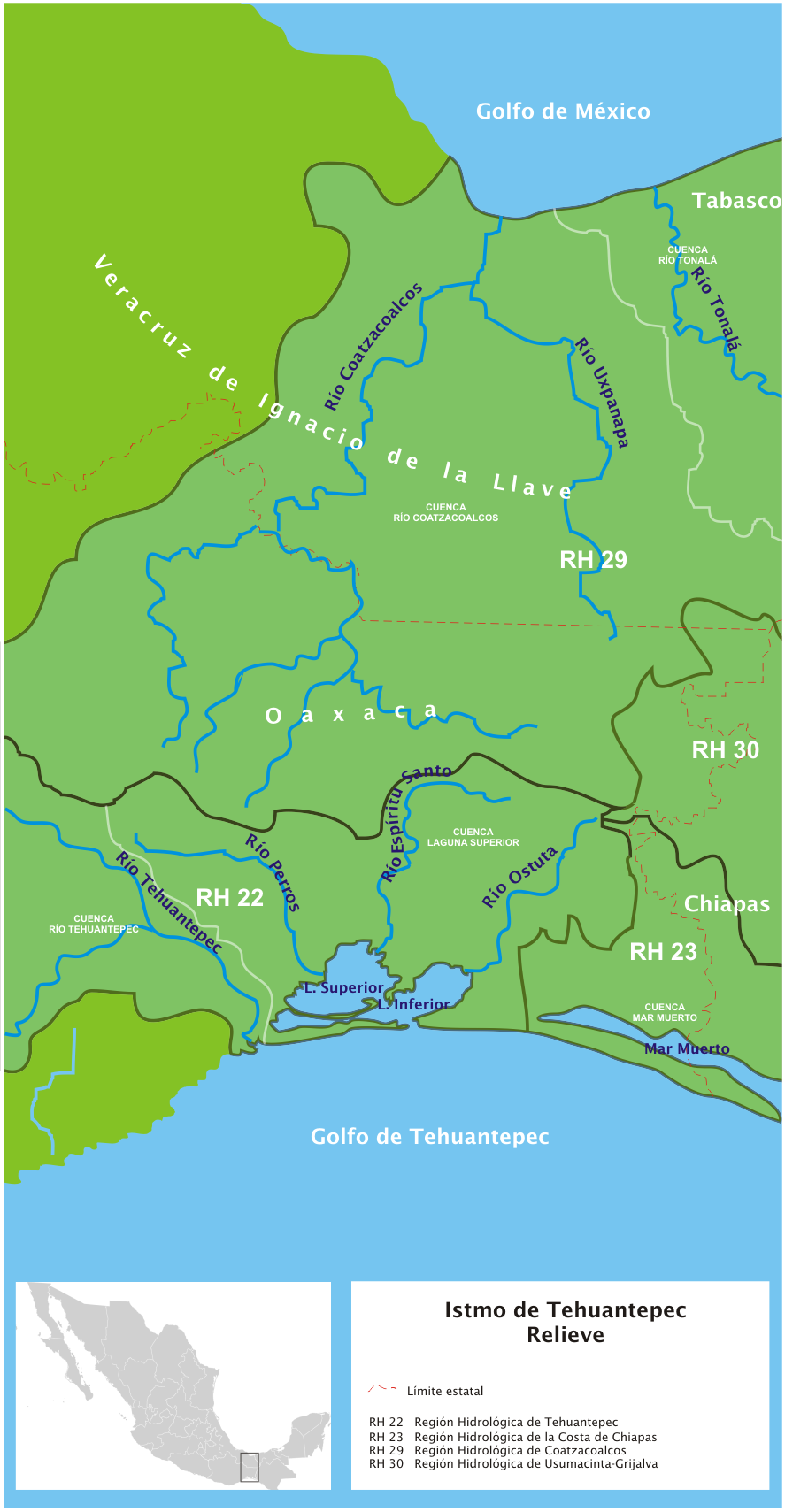
Hidrología del istmo de Tehuantepec.

Los ríos del istmo de Tehuantepec pueden ser agrupados en dos vertientes. Al norte, en el territorio veracruzano, se encuentra la vertiente del golfo de México. En esta vertiente desembocan los ríos que forman parte de la Región Hidrológica 29 de Coatzacoalcos. Pertenecen a esta región dos cuencas: la del río Coatzacoalcos propiamente dicho, en la que se encuentran numerosos afluentes de este que es uno de los ríos más caudalosos de México. Casi todos ellos bajan de las laderas norteñas de la sierra Madre de Oaxaca. Destaca el río Uxpanapa en territorio veracruzano, y los ríos Alana, Puxmetacán-Trinidad, El Corte y Aguacatenango-Jaltepec, en Oaxaca. La cuenca del río Coatzacoalcos tiene una superficie de casi 18 000 km², y el río que le da nombre alcanza una longitud de 325 km. Desagua en el golfo de México un total 32 752 hm³/s. Con estos números, el Coatzacoalcos es el cuarto río más caudaloso de la vertiente del golfo mexicano, después del río Grijalva, el río Papaloapan y el río Pánuco.
Otra cuenca perteneciente a esta región hidrológica es la del río Tonalá, río que señala el límite entre los estados de Veracruz y Tabasco, y que además comprende los pantanos tabasqueños en que se localiza La Venta. Aunque de dimensiones más modestas, la cuenca del Tonalá desagua más de 11 000 hm³/s, también en el golfo de México.
En el oriente del istmo, la zona de la Sierra Atravesada forma parte de la región hidrológica 30 del Grijalva-Usumacinta, aunque no hay corrientes de agua de importancia en la región. Prácticamente toda la región de las llanuras istmeñas forma parte de la región hidrológica 22 de Tehuantepec. La región comprende dos cuencas: la del río Tehuantepec propiamente dicho, río que nace en la sierra Madre del Sur al noroeste del istmo; y la de la Laguna Superior.
La cuenca del río Tehuantepec ocupa más de la novena parte de la superficie del estado de Oaxaca. Es decir, más de 10 000 km². El principal río de la cuenca es el río Tehuantepec, de 240 km de longitud. Desagua 950 hm³/s en el golfo de Tehuantepec. Poco antes de su desembocadura recibe las aguas del río Tequisistlán. En la confluencia de ambas corrientes se localiza la presa Benito Juárez. Otra cuenca que conforma la región hidrológica 22 es la de Laguna Superior, que abarca casi toda la región de la llanura ístmica. La laguna Superior recibe las aguas de pequeños ríos que bajan principalmente de la sierra Atravesada. Entre ellos están los ríos de Los Perros, Espíritu Santo y Ostuta. La laguna Superior desemboca en la laguna Inferior, que a su vez desagua directamente en el golfo de Tehuantepec.
La cuenca del Mar Muerto, de la región hidrológica 23 de la Costa de Chiapas comprende el oriente de la llanura istmeña, en los límites de Oaxaca y Chiapas. Se caracteriza por la presencia de extensa laguna costera llamada Mar Muerto, paralela a la costa del golfo de Tehuantepec. La cuenca de esta laguna abarca cerca de 600 km² de superficie dentro del estado de Oaxaca.

### Clima
La región completa se encuentra en una zona de clima cálido tropical, sin embargo, debido a las elevaciones de la Sierra Atravesada (2250 m s. n. m.) y las montañas de Los Chimalapas, se presenta un marcado contraste climático. Las partes altas, por encima de los 1000 m s. n. m., presentan un clima tropical de altitud y debido al efecto de Sombra orográfica, la vertiente del golfo de México es notablemente más húmeda que la vertiente del Pacífico. La precipitación anual en la vertiente atlántica del istmo de Tehuantepec (Minatitlán en la costa del golfo de México) alcanza los 3000 mm, en tanto que las temperaturas medias son de 28 °C. En esta vertiente, la precipitación se presenta repartida a lo largo de casi todo el año, con picos máximos entre agosto y octubre; y con un breve periodo de estiaje entre febrero y abril. Durante el verano, los ciclones tropicales suelen afectar al golfo de México. La vertiente del Pacífico suele tener clima notablemente más seco. La precipitación anual en esta vertiente (Salina Cruz en la costa del golfo de Tehuantepec) es de unos 900 mm, con temperatura media de 26 °C. Aquí el periodo de sequía se extiende hasta por siete meses (noviembre a mayo), y con un periodo canicular durante el mes de agosto.
Durante el invierno, los frentes fríos ocasionan precitaciones en la vertiente Atlántica, mientras que en la vertiente del Pacífico, estos cruzan todo el istmo de Tehuantepec formando patrones de circulación anticiclónica y ocasionando fuertes vientos de descenso (localmente conocidos como "Tehuanos", "Tehuantepecanos" o "Nortes"), que han llegado a alcanzar los 180 km/h. Este fenómeno favorece una zona de Surgencia en el golfo de Tehuantepec.

## Biodiversidad
La región del Istmo de Tehuantepec, por su compleja historia geológica y natural, es una zona que destaca por su elevada riqueza biológica. En el área se encuentra un mosaico de ecosistemas tropicales tales como la selva alta perennifolia, el bosque mesófilo de montaña, la selva mediana subperennifolia, la selva baja caducifolia,selva baja espinosa, selva inundable, palmares, pastizales y pantanos. También se encuentran ecosistemas templados por el efecto de piso térmico en áreas montañosas, tales como el bosque de pino-encino y los bosques de montaña (templados caducifolios y encinares). La riqueza marina es particularmente alta al norte del Golfo de Tehuantepec con ecosistemas de playas,  dunas costeras, lagunas costeras y manglares.
El corredor biológico Chimalapas-Uxpanapa-El Ocote (también llamado Selva Zoque), es una región terrestre prioritaria para la conservación en México, debido a un elevado endemismo de especies que lo convierten en una de las regiones boscosas tropicales más ricas de América del Norte. La región es considerada también como un Hotspot, al ser reconocido como uno de los sitios con mayor biodiversidad mundial. Se ubica en la zona de transición de dos provincias biogeográficas ( Neoártica y Neotropical), y en la transición de dos provincias neotropicales (Pacifiquense y Tehuantepequense), resguardando a unas 569 especies de vertebrados terrestres. Entre estos destacan especies emblemáticas de Mesoamérica: felinos como el ocelote (Leopardus pardalis), el jaguar (Panthera onca) y el puma (Puma concolor); herbívoros grandes como el tapir centroamericano (Tapirus bairdii), pecarí de collar (Pecari tajacu) y el senso (Tayassu pecari); primates como el mono araña (Ateles geoffroyi) y el mono aullador de manto (Alouatta palliata); aves como el quetzal (Pharomachrus mocinno), la guacamaya roja (Ara macao), el loro real (Amazona oratrix), el águila arpía (Harpia harpyja) y el zopilote rey (Sarcoramphus papa); y herpetozoos como la tortuga golfina (Lepidochelys olivacea), la tortuga laúd (Dermochelys coriacea), el cocodrilo americano (Crocodylus acutus), el cocodrilo de pantano (Crocodylus moreletii), el caimán de anteojos (Caiman crocodilus) y la rana de ojos rojos (Agalychnis callidryas). El macizo forestal de la Selva de los Chimalapas es un espacio protegido como Reserva Ecológica Campesina, mientras que su parte oriental chiapaneca constituye al área natural protegida federal Reserva de la biosfera Selva El Ocote. 
| Nombre científico     | Nombre común            |
| --------------------- | ----------------------- |
| Panthera onca         | jaguar                  |
| Leopardus pardalis    | ocelote                 |
| Puma concolor         | puma                    |
| Tapirus bairdii       | tapir centroamericano   |
| Pecari tajacu         | pecarí de collar        |
| Tayassu pecari        | senso                   |
| Ateles geoffroyi      | mono araña              |
| Alouatta palliata     | mono aullardor de manto |
| Pharomachrus mocinno  | quetzal                 |
| Ara macao             | guacamaya roja          |
| Amazona oratrix       | loro real               |
| Harpia harpyja        | águila arpía            |
| Sarcoramphus papa     | zopilote rey            |
| Lepidochelys olivacea | tortuga golfina         |
| Dermochelys coriacea  | tortuga laúd            |
| Crocodylus acutus     | cocodrilo americano     |
| Crocodylus moreletii  | cocodrilo de pantano    |
| Caiman crocodilus     | caimán de anteojos      |
| Agalychnis callidryas | ranas de ojos rojos     |
| Tlacuatzin canescens  | tlacuache               |
| Molossus rufus        | murciélago              |
| Lepus flavigularis    | liebre de Tehuantepec   |
| Oryzomys rostratus    | ratón                   |
| Glossophaga morenoi   | murciélago              |
| Rhogeessa             | murciélago              |
| Myotis fortidens      | murciélago              |

## Geografía humana

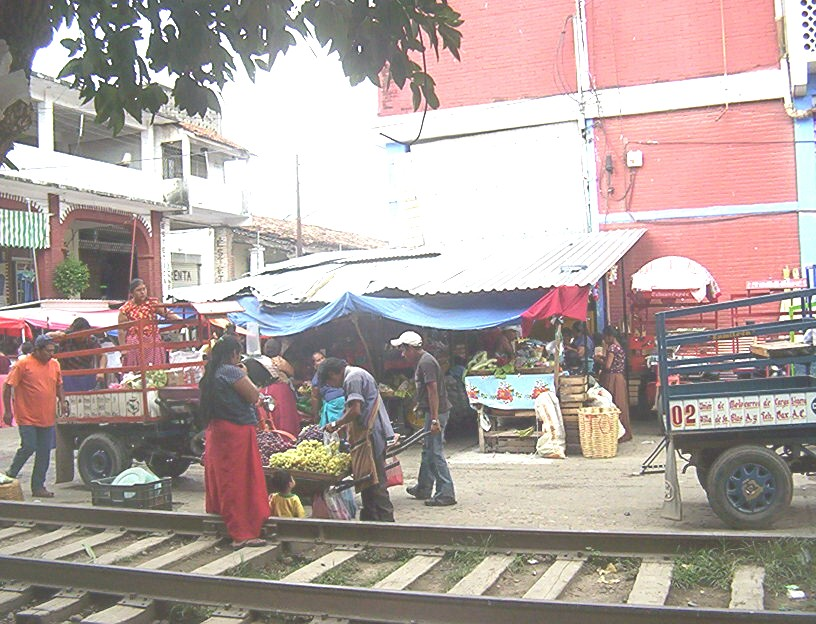
Mercado en Santo Domingo Tehuantepec.

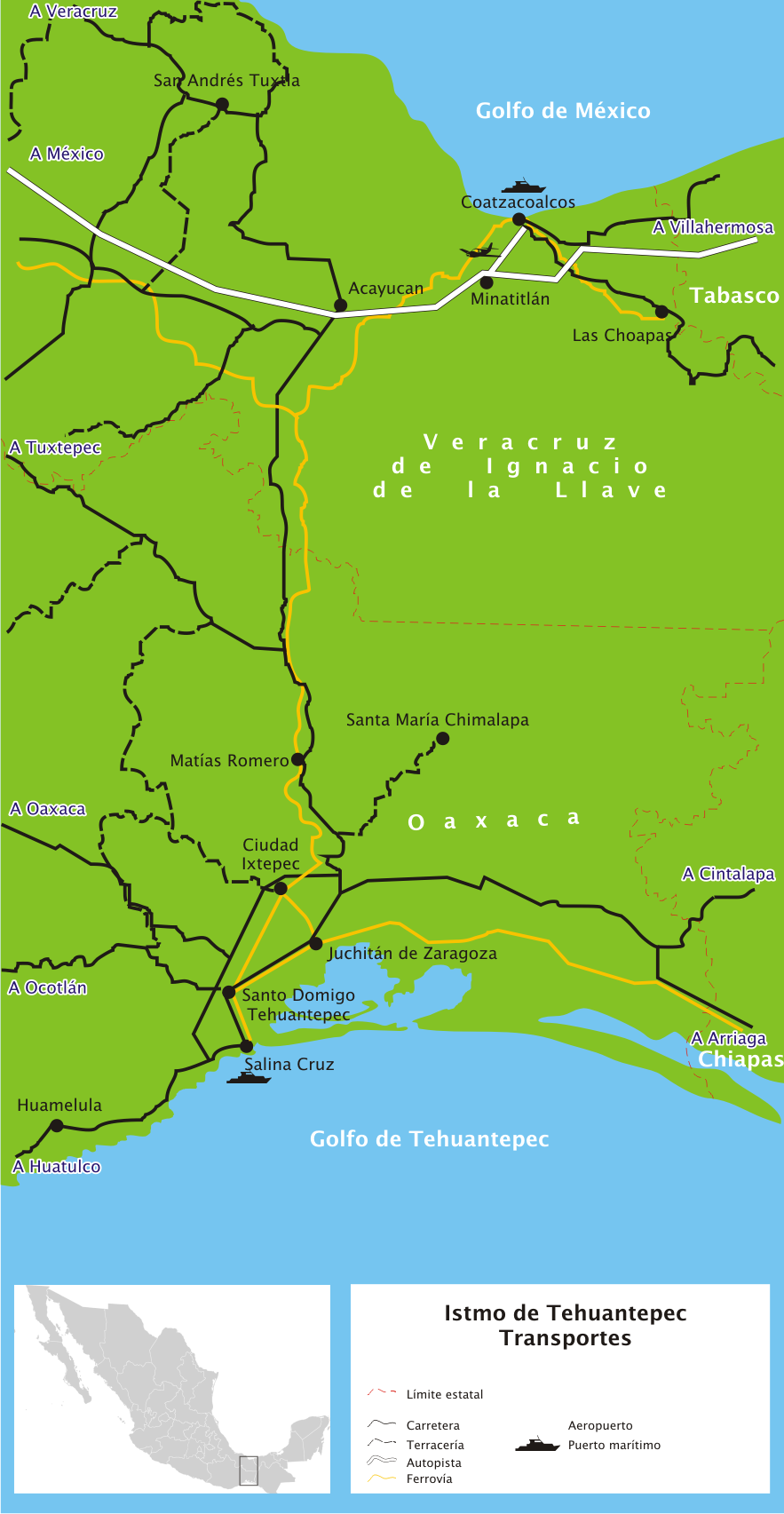
Transportes en el istmo de Tehuantepec.

### Demografía
El istmo alberga una población de cerca de 595 433 habitantes representando el 15.7 % de la población total del estado. Sus principales centros de población se localizan en el golfo de México, y se encuentran asociados a la industria petrolera de la región. En esta zona se encuentran las zonas metropolitanas de Minatitlán, Coatzacoalcos y Acayucan, que por sí mismas albergan alrededor de dos tercios de la población del istmo. Una amplia zona entre que comprende la sierra Atravesada y el extremo sureste de Veracruz es la de menor densidad. En esa región se localizan poblaciones como Santa María Chimalapa, en Oaxaca, que no rebasan la decena de millar de habitantes.
La costa pacífica del istmo concentra otra importante proporción de la población regional. En ella se localizan Matías Romero, Juchitán de Zaragoza, Santo Domingo Tehuantepec y Salina Cruz; éstas son algunas de las principales ciudades de Oaxaca.
La mitad oaxaqueña del istmo tiene una fuerte presencia indígena. A diferencia de lo que ocurre en otros sitios de México, donde la pulverización en poblados rurales de la población en una constante, en el istmo de Tehuantepec los zapotecos son mayoría en el núcleo urbano más importante del oriente de Oaxaca, que es Santo Domingo Tehuantepec y Juchitán de Zaragoza. Además de los zapotecos (binizaa), en el istmo habita una comunidad importante de huaves o mareños, en poblados como San Mateo del Mar, o bien, zoques, en la región de Los Chimalapas.
| Grupo étnico | Territorio | Poblaciones                                                                                               |
| ------------ | --- | --- |
| Huaves       | Golfo de Tehuantepec | San Mateo del Mar, San Francisco del Mar, San Dionisio del Mar y Santa María del Mar                      |
| Mixes        | En las montañas al noreste del estado, colindando con los distritos de Villa Alta, Choapan, Yautepec, Juchitán, Tehuantepec y el estado de Veracruz. | Tlahuitoltepec, Ayutla, Cacalotepec, Totontepec, Tamazulapan, Zacatepec, Mazatlán y Guichicovi            |
| Zapotecas    | Zapotecos de Valles Centrales, Zapotecos de la Sierra Norte o Juárez, Zapotecos del Istmo de Tehuantepec y Zapotecos del Sur.                        | Juchitán, Tehuantepec, Unión Hidalgo, Asunción Ixtaltepec, San Blas Atempa, Xadani , Ixtepec y Zanatepec. |
| Zoques       | Viven en el estado de Chiapas, penetran ligeramente los estados de Tabasco, Oaxaca y Sur de Veracruz.                                                | Santa María Chimalapa y San Miguel Chimalapa, pertenecientes al Distrito de Juchitán.                     |
| Chontales    | Sierra Madre del Sur y en la Planicie Costera Sudoccidental en los distritos de Yautepec y Tehuantepec                                               | |

### Economía

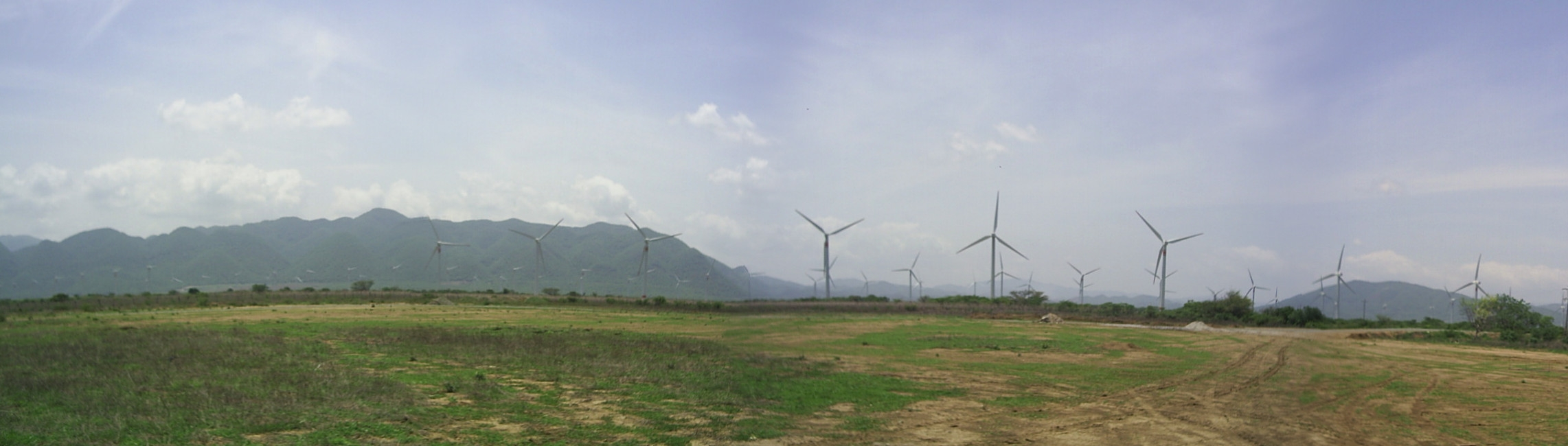
Parque Eólico La Venta, Oaxaca, México.

La propia geografía del istmo de Tehuantepec le ha convertido en una zona estratégica para el paso comercial. Posee dos importantes puertos: el de Coatzacoalcos en el golfo de México, y el de Salina Cruz, en el golfo de Tehuantepec. También alberga importantes instalaciones relacionadas con la industria petrolera, como la refinería de Salina Cruz o la de Minatitlán. La zona istmeña veracruzana posee un importante corredor industrial entre Minatitlán y el puerto de Coatzacoalcos. En el sur, en la parte oaxaqueña, existen parques industriales pequeños, pero importantes como la cooperativa La Cruz Azul en Lagunas (Oaxaca), y la refinería en Salina Cruz, pero básicamente la economía sigue siendo principalmente agrícola y comercial. Juchitán de Zaragoza constituye el principal centro comercial de la llanura meridional del istmo. Por otro lado, en la sierra Atravesada y el extremo sureste de Veracruz existen recursos forestales importantes, que son explotados aun cuando se trata de zonas naturales protegidas —como en el caso de la Reserva de la Biósfera de Los Chimalapas.

### Transportes

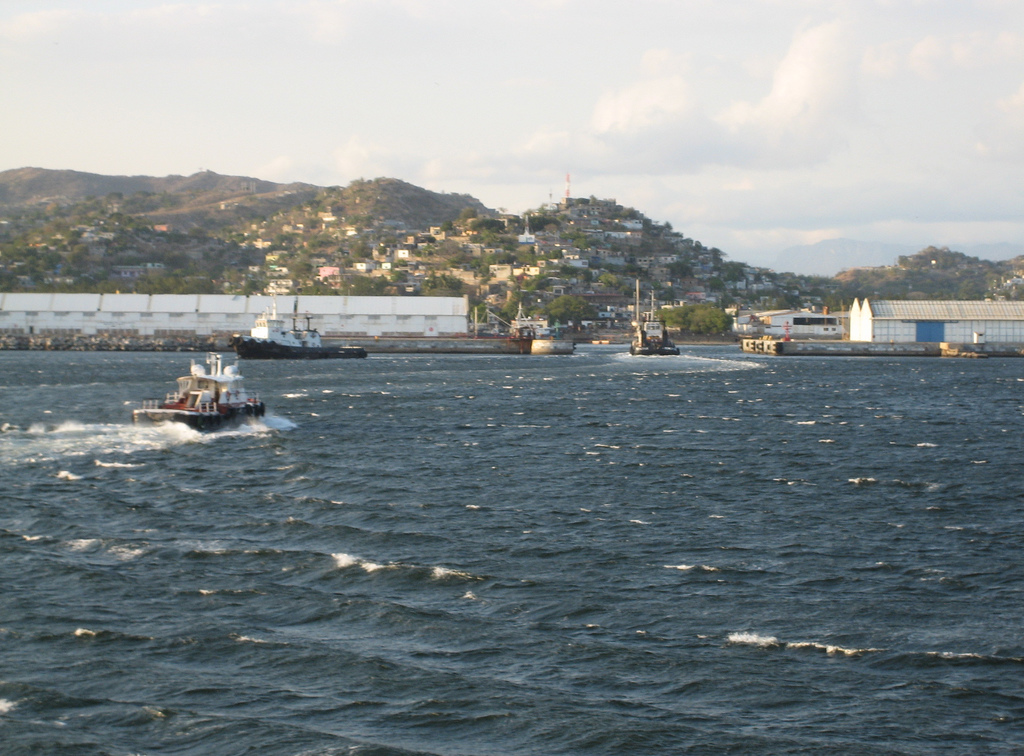
El Puerto de Salina Cruz, es uno de los puertos de Altura más Importantes de México.

Las principales ciudades del istmo están comunicadas entre sí por una red de carreteras, casi todas ellas de orden federal. La supercarretera La Ventosa- Salina Cruz (185D) y la carretera federal Coatzacoalcos- Salina Cruz (185), conocida también como Transistmica son vialidades importantes en la región. El istmo oaxaqueño se comunica con Oaxaca de Juárez a través de la Carretera Panamericana, que atraviesa las sierras orientales del estado y prosigue hacia Puebla y la Ciudad de México, Salina Cruz se comunica al poniente a través de la carretera federal Santiago Pinotepa Nacional- Salina Cruz (200) que corre entre la costa y la sierra Madre del Sur. El istmo veracruzano se comunica principalmente a través de la supercarretera Las Choapas- Ocozocoautla (145D) la cual culmina en el estado de Chiapas y funge como principal vía de conexión al centro de la república a ciudades como Acayucan y Minatitlán.
Sólo existen dos aeropuertos con actividad comercial, el Aeropuerto Internacional de Minatitlán, Veracruz y el Aeropuerto Nacional de Ixtepec, Oaxaca. Estos reciben alrededor de 200,000 pasajeros al año. También existen dos puertos marítimos de gran importancia comercial y petrolero: Salina Cruz en el Pacífico y Coatzacoalcos en el Golfo. Una ferrovía comunica ambos puertos atravesando el istmo de norte a sur, con su punto intermedio en Matías Romero Avendaño, pero evitando la sierra Atravesada, esta línea de ferrocarriles sólo presta servicio de transporte de mercancías.

## Energía eólica
Esta entidad genera el 76.8 % (2 359.97 MW) de la energía eólica del país (3 072.87 MW). Estos proyectos se han concentrado en seis municipios del istmo: Juchitán de Zaragoza, Asunción Ixtaltepec, El Espinal, Santo Domingo Ingenio, Unión Hidalgo y Ciudad Ixtepec. Los primeros aerogeneradores se establecieron en el istmo en 1994, en La Venta, Juchitán, como un proyecto piloto del gobierno a través de la Comisión Federal de Electricidad (CFE), con el cual se instalaron siete aerogeneradores con capacidad de 1 575 MW en una superficie de 1.8 ha y que tenía como objetivo evaluar el potencial eólico de la zona. En el 2002, el gobierno de Oaxaca presentó la propuesta de crear el “Corredor Eólico del Istmo”, con el objetivo de instalar 120 852 aerogeneradores en 120 852 ha; entre el 2003 y 2004 se construyeron las primeras centrales piloto bajo el esquema de autoabastecimiento (para consumo de los socios de las transnacionales) y a partir del 2006 se incrementó la instalación de los parques eólicos en la zona. Las empresas transnacionales que operan en el istmo son principalmente multinacionales españolas (Iberdrola, Acciona, Siemens Gamesa, Unión Fenosa/Gas Natural, Preneal, Renovalia Energy), italianas (Enel) y francesas (EDF), las cuales abastecen a compañías industriales, comerciales y de servicios como Coca-Cola (FEMSA) Cemex, Cervecería Cuauhtémoc Moctezuma, Bimbo y Walmart.

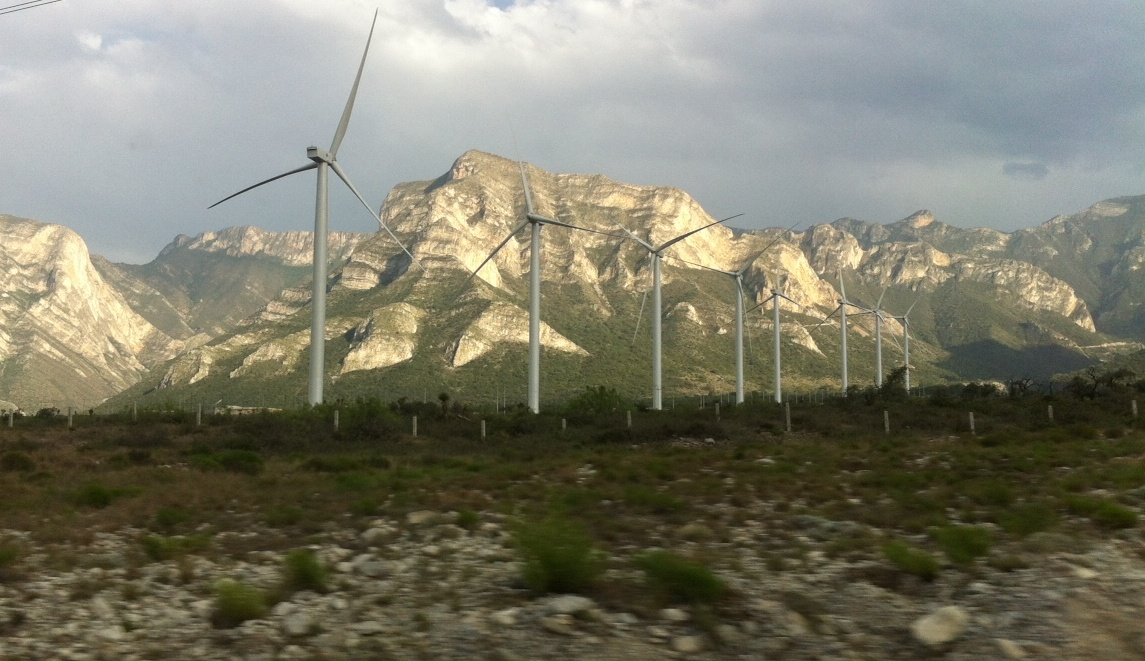
Turbinas eólicas

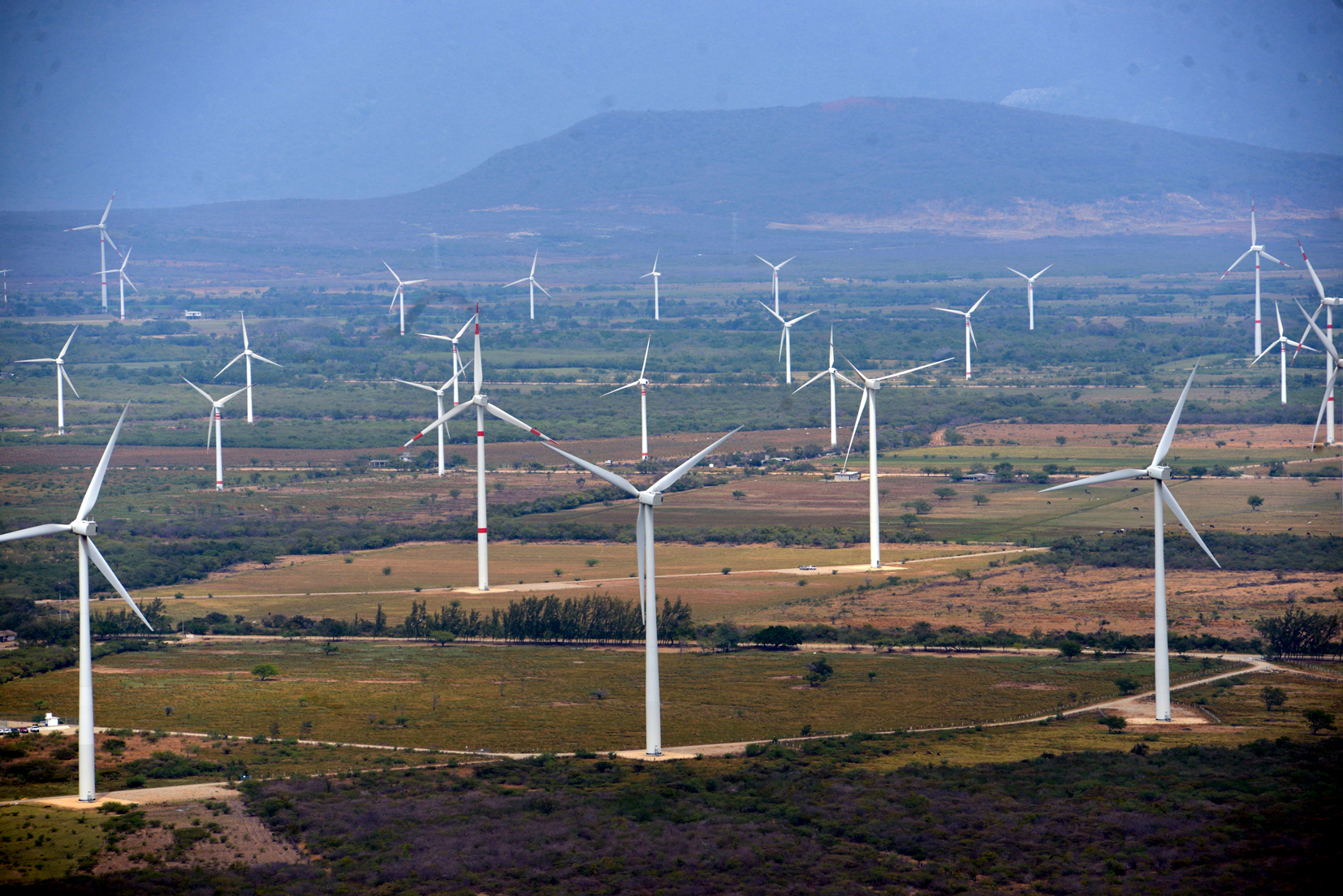
Inauguración de Central Eólica Sureste I, Fase II

Para permitir la expansión de los parques eólicos se realizó una serie de adecuaciones al marco legal y regulatorio que permitió la generación de energía eoloeléctrica por particulares con capital privado, las cuales se concretaron con la reforma energética. A través de la Ley Agraria, la Ley del Servicio Público de Energía Eléctrica (LSPEE) y la Ley para el Aprovechamiento de Energías Renovables y el Financiamiento de la Transición Energética (LAERFTE) se permite hacer contratos de venta o usufructo en propiedad social. Al tratarse de tierras comunales o ejidales, los empresarios generalmente solo se acercan a los presidentes municipales, a los representantes ejidales o en su caso al comisariado de bienes comunales. En general, la población no sabe qué están proponiendo. Los representantes de las empresas posteriormente negocian con sus comunidades, lo cual ha propiciado corrupción, inequidad y discordancias. Estas irregularidades han llevado a que las comunidades se organicen en defensa de sus derechos y logren la cancelación de megaproyectos como el de la Barra de Santa Teresa, municipio de San Dionisio del Mar, que se consideraba sería el mayor parque eólico en América Latina y que incluía los proyectos de San Dionisio del Mar y Santa Teresa del Mar. Este proyecto comenzó en 2004, cuando la compañía española Preneal obtuvo de la Secretaría de Medio Ambiente y Recursos Naturales (Semarnat) la autorización para la instalación y operación de 132 aerogeneradores (102 en San Dionisio y 20 en Santa María del Mar) capaces de generar 396 MW en Barra de Santa Teresa, sin realizar una consulta pública ni informar a los comuneros del proyecto. Solo se convocó a una asamblea, en la cual los asistentes firmaron una lista de asistencia que posteriormente fue usada para acreditar la aceptación del proyecto por parte de los comuneros; en respuesta, los lugareños interpusieron una demanda y lograron la anulación del proyecto. En 2006, Preneal realizó un contrato con la comunidad de Santa María del Mar en términos muy parecidos a los establecidos con San Dionisio del Mar; proyecto que la comunidad ikoot (huave) rechazó nuevamente por irregularidades, como el que los contratos no fueron leídos en su idioma y que existió presión y maniobras legales para que firmaran el contrato. En marzo del 2011, Preneal vendió ambos proyectos al consorcio Mareña Renovables, conformado por tres compañías mexicanas (Femsa, Fondo Infraestructura Macquarie México y Sociedad Macquarie). El consorcio obtuvo la autorización de la comunidad dando información sesgada, con la participación de poco más del 8 % de la población; para el cambio de uso de suelo (de agrícola a industrial y comercial), la asamblea requería de la participación de tres cuartas partes de los comuneros y el voto aprobatorio de las dos terceras partes. Además, no se consultó a mujeres y jóvenes, quienes representan el 92 % de los afectados. A pesar de que el istmo alberga 27 de los 38 parques eólicos del país y es un corredor importante de especies migratorias y especies endémicas neotropicales, no se ha evaluado de manera integral el efecto que estos proyectos tienen en el ecosistema.

### Impacto socioambiental de parques eólicos
Se ha reportado que los murciélagos insectívoros han sido los más afectados y que las especies migratorias que realizan vuelos a altitudes mayores a 60 m son las más propensas a colisionar con los aerogeneradores. Otros impactos son la fragmentación del hábitat, la eliminación de cobertura vegetal y pérdida de biodiversidad; la contaminación del suelo por los aceites lubricantes que se usan en el mantenimiento de las turbinas, así como las modificaciones al paisaje. Las transnacionales se presentan como promotoras del desarrollo sustentable bajo el discurso de generar empleos y mejorar la economía y calidad de vida de las personas. Sin embargo, la mayor demanda de mano de obra solo se da en la etapa de construcción, y durante la etapa de operación, en promedio, se emplea a veinte personas, razón por la cual al final de la etapa de construcción la mayor parte de la gente queda desempleada nuevamente. Aunado a esto, las empresas otorgan una remuneración baja por la renta de los terrenos, con montos de diez a veinte veces menores a los que ofrecen las mismas empresas en Europa y Estados Unidos.
Al mismo tiempo, al interior de la comunidad, se crea una desigualdad económica, ya que solo los dueños de terrenos reciben ingresos a largo plazo. Debido a esto la economía local no mejora, sino que solo beneficia a algunos individuos. Ni siquiera la energía que se produce se destina a las localidades donde se ubican los proyectos, en donde el porcentaje de viviendas sin servicio de energía eléctrica supera la media nacional.
Las implicaciones sociales y ambientales de los proyectos eólicos, en tanto, parece que no se han atendido adecuadamente. Si bien los efectos adversos de la energía eólica son menores a los de otras tecnologías energéticas, es preciso reconocerlos y establecer medidas específicas para su control. La ausencia de una normativa socioambiental específica para proyectos eólicos provoca incertidumbre en cuanto a la naturaleza y magnitud de las afectaciones a mediano y largo plazos, suscitando desconfianza en las poblaciones directamente afectadas. Las manifestaciones de impacto ambiental (MIA), que las empresas promotoras entregan a la Secretaría de Medio Ambiente y Recursos Naturales (Semarnat), invocan casi mecánicamente una serie de leyes y reglamentos generales de conservación y protección del ambiente cuyo cumplimiento, iniciada la construcción y operación de los proyectos, es cuestionable.
Desde el punto de vista de la criminología verde, en algunos casos los parques eólicos del istmo de Tehuantepec son un ejemplo de cómo las corporaciones transnacionales pueden perpetrar daños ambientales, amenazar la biodiversidad y contribuir a la creación de conflictos sociales, todo ello facilitado por el gobierno. Los procesos de globalización permiten a estas corporaciones hacer en otras jurisdicciones lo que se prohíbe en sus lugares de origen sin infringir ninguna ley, lo que ha resultado en daño ambiental. El recurso eólico del istmo de Tehuantepec, así como su biodiversidad, son de suma importancia, por lo que se deben establecer mecanismos que garanticen justicia ambiental, para lo cual tanto el gobierno como las compañías eólicas tienen que asumir su responsabilidad. Para reducir el daño ambiental en el istmo es necesario utilizar el enfoque de justicia social, el cual en su origen surge para reivindicar los derechos de las minorías ante la exposición a desechos tóxicos y contaminantes ambientales, y que en la actualidad se aplica al acceso y la distribución equitativa de los recursos, así como de las obligaciones con el ambiente, independientemente del grupo étnico o clase económica a la que pertenezca las personas. Un enfoque de justicia ambiental es el paso preliminar para lograr el desarrollo sostenible de la región, ya que este enfoque trata de asegurar la eliminación de las desigualdades sociales y económicas, la equidad entre generaciones y el reconocimiento de los daños ambientales como crímenes.

## Lista de lugares turísticos
- Salina Cruz. Un gran punto de partida para la ruta, con sus playas y bahías, su faro y su muelle.
- Santo Domingo Tehuantepec. Entre verdes colinas, a la orilla de un poderoso río, el fértil valle en donde descansa esta ciudad colonial, repleta de parroquias y paisajes naturales para deleitar la pupila. También se encuentra localizado la zona arqueológica de la Región Guiengola.
- Chipehua. Se encuentra en el Municipio de Tehuantepec y a 30 minutos de Salina Cruz, en donde se localiza Dunas cerca de la Playa y lugar perfecto para surfear entre esta arena.
- Juchitán de Zaragoza. Se encuentra en una de las pocas planicies de la región, lo que le ha permitido convertirse en un importante centro de producción de energía eólica. No te puedes perder el iguanario, un sitio dedicado a la preservación de las iguanas verde y negra.
- Ciudad Ixtepec. En los alrededores de esta ciudad están sitios mágicos como Nizanda, una reserva con manantiales, aguas termales, pozas naturales y un río lleno de lirios. Otro es el cerro de Zopiloapan, con una vista espectacular de la zona y enigmáticas pinturas rupestres.
- Magdalena Tlacotepec. El nombre de este sitio quiere decir “lugar situado en medio de cerros”. Son estos cerros los que proveen la principal actividad económica, ya que sus bosques se utilizan para obtener maderas finas. En el Ojo de Agua de Tlacotepec puedes disfrutar de las bondades de un fresco manantial.
- Lagunas. Puedes visitar la Reserva Natural Laguna Azul, donde encontrás diferentes especies de animales de la región. También puedes visitar diferentes balnearios o albercas abiertos al público en general.
- Santiago Laollaga. Este municipio es famoso por su balneario, construido a partir de un manantial subterráneo.
- Santa María Nativitas Coatlán. Se trata de una comunidad mixe. Es un caso muy interesante, ya que esta población de alrededor de 600 personas, ante la falta de apoyo por parte de las autoridades, se organizó y comenzó a monitorear la fauna del lugar para protegerla. Hoy, se ha detectado la presencia pumas y tapires. Como parte de la conservación del lugar se orgnizan recorridos de avistamento de aves y mamíferos.
- Santa María Guienagati Este pueblo fue formado por los zapotecos. Está rodeado por 5 montañas muy conocidas: Picacho, El Guiedoo, Guichona, Xicapextle y Guienagati. En este lugar te adentrarás al escarpado terreno montañoso de Oaxaca, sobre todo a partir de senderismo, donde podrías avistar venados, iguanas, aves de distintas especies, reptiles y arácnidos; mientras que en la zona húmeda se destacan los armadillos, serpientes y aves.
- Santa María Chimalapa. Aquí, mayoritariamente sus habitantes son de la etnia conocida como zoque. Se encuentra en el sureste de Oaxaca, en los límites con Chiapas, es el municipio más grande de este estado y se encuentra en una región montañosa. Este pueblo está cerca de la hermosa selva de los Chimalapas, uno de los pocos vestigios que quedan de la selva en México, y una región hidrológica muy importante; la mayor reserva de mamíferos en el país.
- San Pedro Comitancillo Lugar de bosques, donde aún se elaboran artesanías tradicionales de alfarería y palma, y gran variedad de huipiles y faldas, es una delicia natural. Aquí podrías hallar desde coyotes, tlacuaches, mapaches, liebres, chachalacas, palomas, codornices, armadillos, iguanas y conejos.
- San Francisco Ixhuatán. Se encuentra al sur de Oaxaca, famoso sobre todo por sus cerros Tortuga y Las Culebras.
- Guevea de Humboldt. Este pueblo fue fundado en el año de 1540 por el rey zapoteca de Tehuantepec llamado Cosijopi, más tarde bautizado por los españoles como Don Juan Cortés Cosijopi. Conocido por su orografía escarpada, sus montañas más conocidas son El Picacho, Guiechona, San Isidro, El Borrego, Xigama Chico, Xigama Grande y montaña Romas. Sus bosques son bellísimos.
- Unión Hidalgo En este municipio se podrán observar entre sus calles bien trazadas y rectas, diversos murales dedicados a personajes sobre salientes de la comunidad como la actriz de Hollywood Lina Marín y "Na Rosita" un símbolo de resistencia tras el Terremoto de Chiapas de 2017, así mismo sus casas vernáculas o de teja de estilo colonial por las cuales en 2017 fue considerada segunda ciudad colonial del Estado de Oaxaca [34] y así como su antiguo panteón.
- Santo Domingo Zanatepec En este municipio se encuentra el Río Ostuta, uno de los más importantes y mejor conservados de la zona oriente del istmo, al que se puede ingresar para bañarse. También se encuentran las lagunas del Sol y la Luna, el cruce entre cerros denominado "El Boquete", y el cerro del Cuscumate donde, según la tradición, bailaron por última vez los binnigulasa.

## Cultura y tradiciones

### Velas istmeñas
Celebración de las Velas Istmeñas es una de las fiestas más populares de la región, se lleva a cabo desde la época prehispánica, son fiestas o reuniones que se realizan durante la noche cuyo motivo inicialmente fue pedir tiempos propicios a los dioses para la agricultura, principalmente en el mes de mayo, por ello se dice “mayo es el mes de las velas”. En la actualidad, estas celebraciones se realizan en varios meses del año, ya que cada barrio de las comunidades de la región tienen su vela distintiva en honor a su santo patrón. Por citar algunas, están la de San Lucas, San Juan, San Marcos, San Mateo y, de las más importantes, la vela Sandunga de Tehuantepec. Mientras que en Juchitán que es la cabecera municipal principal se festejan las tradicionales "Renombradas Velas de Juchitán" por mencionar algunas como; La Vela de los pescadores, vela jazmín, vela San Isidro Norte y sur, vela de san Pedro Mártir, vela San Juan, vela Calvario, etc. Y como festividad más importante y más reconocida de todo el Istmo Oaxaqueño está la Vela principal en honor al Santo Patrono de Juchitán, "la Vela Grande de San Vicente Ferrer", considerada la vela más antigua del istmo de tehuantepec.
El colorido y la alegría de las istmeñas y sus trajes de gala enmarcan estas celebraciones, pues ellas son las protagonistas.
Las velas están constituidas por varios rituales, que han sufrido pocas variaciones desde la época prehispánica:
- Entrega de la cera
- Labrada de la cera
- Molida de polvo
- Vela o baile de gala
- Baile velorio
- Regada o tirada de frutas
- Misa en honor al santo patrono
- Baile tradicional
- Lavada de ollas (último día de la festividad)

### Xandu o Día de Muertos
Xandu es el Nombre del Día de Muertos en Zapoteco
El Día de Muertos es una celebración mexicana de origen prehispánico que honra a los difuntos. En Juchitán, la celebración se realiza durante los días 30 y 31 de octubre, aunque anteriormente los zapotecas antiguos les rendían culto del 25 al 30 de octubre, basados en su calendario religioso conocido como Biguie' y después de la llegada de los españoles, se nombró como Xandú (Todos Santos).
La palabra Xandú es la zapotización del vocablo castellano "santo", que a su vez viene del latín "sanctus". Los pueblos indígenas tenían una concepción de la muerte como una etapa más de la vida, o sea que la vida no se acababa con la muerte de la persona, sino trascendía a un estado de paz, y no se veía con temor a la muerte.
En Juchitán se cree que en estas fechas de Todos Santos, son los muertos los que se acercan a las casas a convivir con sus familiares, por lo que normalmente las familias ponen altares de diferentes tamaños, adornados con flores y alimentos típicos como tamales, bebidas, cocos, frutas, hojas de plátano y veladoras, mientras que en la Semana Santa, el Domingo de Ramos, son los vivos quienes visitan a sus familiares en las tumbas del panteón municipal.
Se le llama Xandu' Ya'a (todo-santo fresco), al primer Todos Santos, con ofrendas de purificación y es que se dice que los muertos ya no regresan después de dos años, por eso se acostumbra hacer dos ofrendas.
En español se llama el primer año de muerte de la persona, Todos Santos, en zapoteco se dice "Xandu' Ya'a", y al segundo Todos Santos se llama "Xandu' Guiropa", pero hay personas con mejores posibilidades económicas que realizan para sus difuntos un Xandu' Guio' na (tercer Todos Santos).

### Música

#### La Sandunga o Zandunga
Es una canción tradicional mexicana del istmo de Tehuantepec, Oaxaca. Se han escrito diversos versos de esta canción, tanto en español como en zapoteco y náhuatl, aunque los más conocidos son de la autoría del compositor oaxaqueño Máximo Ramón Ortiz.
La palabra sandunga es de origen incierto. Algunos atribuyen su significado a la voz zapoteca que en español se traduce como "esa música profunda"; su acepción coloquial es el de gracia, donaire y salero, mientras que en países como Chile, Colombia y Puerto Rico es sinónimo de "parranda" o "juerga bulliciosa".
“La Sandunga” es el himno por antonomasia de los istmeños e inclusive de los oaxaqueños que viven fuera de este estado. Llegó a México como una pieza de jaleo andaluz en 1850, y tres años después en Oaxaca fue ejecutada como danza de corte europeo, y también llegó a ser reconocida.[cita requerida]
Algunos dictaminan: “La correcta traducción de la palabra sandunga, de su lengua madre zapoteca, significa mujer alegre, salerosa y bailadora”. O bien: “La etimología zapoteca nos indica que su significado es “Saa” (música) y “ndú” (profundo). Sandunga es una música o canto profundo”. María Elena Sodi de Pallares afirma: “Desde luego la palabra sandunga quiere decir jota [¡!], baile alegre y popular (fiesta perfecta). Para darle un toque de credibilidad, agregan a sus plagios: “Los expertos han señalado…”. Pero sin aportar los datos de dónde salió tal definición o citan a un verdadero investigador, sin consultar la fuente directa; es decir, hacen citas de citas; sin embargo, la traducen como baile que se efectúa bajo una higuera. De cualquier manera, sandunga es fiesta, alboroto, alegría”.
En 1853, esta música es llevada a Tehuantepec por Máximo Ramón Ortiz, con los primeros versos, mientras que el músico tehuano Andrés Gutiérrez, la armoniza y la registra en las primeras partituras, para que posteriormente las bandas de música la interpretaran. La melodía se popularizó rápidamente de la muerte de Máximo Ramón Ortiz, y se hizo un arreglo para conjunto musical. Fue el músico Cándido Jiménez quien realizó ese arreglo instrumental en 1870. Con esa melodía debutó la que fue la primera banda de Tehuantepec y que tuvo bajo su propia dirección.[cita requerida]
"La sandunga" surgió como una sencilla tonadilla compuesta de un son y un zapateado. Esta melodía, sin duda, desata por igual nostalgias y localismos encendidos; en la actualidad, es ejecutada por intérpretes, bandas y orquestas istmeñas, consta de una introducción en la que abunda la improvisación instrumental, con ornamentación y solo de clarinete, que se desarrolla libremente. “La Sandunga” ha sido crucial en el desarrollo musical de la región del istmo de Tehuantepec.[cita requerida]
Gran cantidad de los sones que se tocan actualmente en el estado de Oaxaca, incluida “La llorona”, “Canción mixteca”, “Dios nunca muere” y “La Sandunga” son las cuatro piezas musicales que identifican al estado de Oaxaca en los ámbitos nacional e internacional.

#### La Martiniana
Es un famoso son tradicional mexicano, característico del istmo de Tehuantepec, Oaxaca conocido particularmente por su estrofa "No me llores no, por que si lloras yo peno, en cambio si tu me cantas yo siempre vivo y nunca muero..." que el compositor y escritor oaxaqueño Andrés Henestrosa, popularizó, y que se ha convertido en un canto popular muy utilizado, además de los más representativos del estado de Oaxaca y de México.
Sin embargo la autoría de este tema por parte de Henestrosa es dudosa, porque esta canción desde tiempo atrás era un son popular Tehuano con autoría anónima, este autor escribió la misma música con diferente letra antes que Henestrosa popularizara la suya. La canción se llama "La Micaela" y cuenta la historia de un pescador de San Isidro Pichichi que le dice a su esposa que no tienen dinero para ir al cuarto viernes (celebración del santo de la ciudad de Chihuitán), que no insista pues este año no hubo una buena cosecha. Retratando la conciencia social de los pueblos del Istmo, la pobreza y devoción católica que ha marcado su manera de ser.

#### La Llorona
Es una canción popular mexicana, originada en la zona del istmo de Tehuantepec, en Oaxaca. No tiene una versión única; sobre su armonía, muchos autores han creado o derivado versos que la convierten en una historia de amor y dolor muy representativa de la época de la Revolución mexicana.
Junto con La Adelita y La Cucaracha, La Llorona se convirtió en un canto popular muy utilizado pero, a diferencia de las demás, existen muchas versiones, cada una con letra distinta.

## Tehuantepec como paso interoceánico
Desde los días de Hernán Cortés, el Istmo de Tehuantepec ha sido considerado como una ruta favorable, primero para un canal interoceánico, y a partir del siglo XIX, para una línea ferroviaria interoceánica. Su proximidad a uno de los puntos más activos del comercio internacional (Estados Unidos) le daba alguna ventaja sobre la ruta por Panamá. A pesar de ello, el Istmo de Panamá es bastante más estrecho, lo que finalmente condujo a la construcción del paso interoceánico por aquella república centroamericana.

## Ciudades más grandes del Istmo de Tehuantepec
| Ciudad                    | Habitantes de la ciudad | Estado   |
| ------------------------- | ----------------------- | -------- |
| Coatzacoalcos             | 212 549                 | Veracruz |
| Juchitán de Zaragoza      | 113 570                 | Oaxaca   |
| Minatitlán                | 101 336                 | Veracruz |
| Salina Cruz               | 84 438                  | Oaxaca   |
| San Andrés Tuxtla         | 64 445                  | Veracruz |
| Acayucan                  | 48 567                  | Veracruz |
| Santo Domingo Tehuantepec | 45 134                  | Oaxaca   |
| Jáltipan                  | 32 778                  | Veracruz |
| Ciudad Ixtepec            | 25 381                  | Oaxaca   |
| Matías Romero Avendaño    | 18 944                  | Oaxaca   |